# Kleine witbandleeuwerik
De kleine witbandleeuwerik (Alaemon hamertoni) is een zangvogel uit de familie Alaudidae (leeuweriken). Deze vogel is genoemd naar zijn ontdekker, de Engelse legerofficier A. E. Hamerton (1873-1959).

## Verspreiding en leefgebied
Deze soort is endemisch in Somalië en telt drie ondersoorten:
- A. h. alter: noordelijk en noordoostelijk Somalië.
- A. h. tertius: noordwestelijk Somalië.
- A. h. hamertoni: centraal Somalië.

## Status
De grootte van de populatie is niet gekwantificeerd maar de soort wordt omschreven als plaatselijk algemeen. Op de Rode lijst van de IUCN heeft deze soort de status niet bedreigd.